# Kuloi (Waga)
Der Kuloi (russisch Куло́й, Кула) ist ein rechter Nebenfluss der Waga in der Oblast Wologda und in der Oblast Archangelsk in Nordwestrussland.
Der Fluss hat seinen Ursprung im Sonduschskoje-See nordwestlich der Kleinstadt Totma in der Oblast Wologda. Er fließt in überwiegend nördlicher Richtung. Er durchfließt dabei den Glubokojesee und dringt in die Oblast Archangelsk ein. Später fließt er etwa fünf Kilometer westlich der gleichnamigen Siedlung städtischen Typs Kuloi vorbei, wendet sich nach Westen und mündet schließlich südlich von Welsk in die Waga. 
Der Kuloi hat eine Länge von 206 km und entwässert ein Gebiet von 3000 km². Der mittlere Abfluss 53 km vor der Mündung beträgt 14,3 m³/s (nach anderen Quellen 8,74 m³/s).